# NK Posavina 108 Bijela
NK Posavina 108  je hrvatski nogometni klub iz Bijele kod Brčkog, BiH.

## Povijest
Klub je osnovan 1953. godine. U sezoni 1995./96. igrali su Općinsku nogometnu ligu Ravne-Brčko.
U sezoni 2015./16. su se natjecali u Drugoj ligi FBiH – Sjever nakon čega nekoliko sezona nisu bili aktivni u seniorskim natjecanjima.
Trenutačno se natječu u 2. županijskoj ligi PŽ.